# Alleanza Democratica Croata di Slavonia e Barania

Logo del SBHS

Alleanza Democratica Croata di Slavonia e Barania (in croato: Hrvatski Demokratski Savez Slavonije i Baranje - HDSSB) è un partito politico croato di orientamento nazional-conservatore e regionalista fondato nel 2006.
Nel 2008 vi è confluito il Partito Croato di Slavonia e Barania (Slavonsko-baranjska Hrvatska Stranka - SBHS), fondato nel 1992.

## Risultati elettorali
| Elezione                                  | Voti    | %     | Seggi   |
| SBHS                                      | SBHS    | SBHS  | SBHS    |
| ----------------------------------------- | ------- | ----- | ------- |
| Parlamentari 1995 (con HSS-IDS-HNS-HKDU)  | 441.390 | 18,26 | 1 / 127 |
| Parlamentari 2000 (con SDP-HSLS)          | 98.084  |       | 1 / 151 |
| Parlamentari 2003 (con HNS)               | 22.084  |       | 0 / 152 |
| HDSSB                                     |         |       |         |
| Parlamentari 2007                         | 44.552  | 1,80  | 3 / 153 |
| Parlamentari 2011                         | 68.995  | 2,93  | 6 / 151 |
| Europee 2013 (con HDSSD e Zeleni HR)      | 22.328  | 3,01  | 0 / 12  |
| Europee 2014 (in Alleanza per la Croazia) | 63.437  | 6,88  | 0 / 11  |
| Parlamentari 2015                         | 30.443  | 1,37  | 2 / 151 |
| Parlamentari 2016 (con HKS)               | 23.573  | 1,24  | 1 / 151 |
| Europee 2019                              | N.D.    | N.D.  | 0 / 11  |